# Cupa României 1994-1995
Ediția 1994-1995 a fost a 57-a ediție a Cupei României la fotbal. A fost câștigată de Petrolul Ploiești, care a învins-o în finală pe Rapid București.

## Desfășurare
În șaisprezecimi au participat 32 de echipe, din care făceau parte și cele din Divizia A. Dacă după 90 de minute scorul era egal se jucau două reprize de prelungiri a câte 15 minute. Dacă după prelungiri scorul era tot egal, soarta calificării se decidea la loviturile de departajare.

## Șaisprezecimi
| Data              | Echipă gazdă          |   | Echipă oaspete        | Rezultat   |
| ----------------- | --------------------- | - | --------------------- | ---------- |
| 26 februarie 1995 | F.C. Baia Mare        | – | Ceahlăul              | 1:0        |
|                   | Metrom Brașov         | – | UTA Arad              | 1:2        |
|                   | Rocar                 | – | Argeș Pitești         | 2:1        |
|                   | Sportul Studențesc    | – | Electroputere Craiova | 0:1        |
|                   | Dacia Unirea Brăila   | – | FC Național           | 3:4 (pen.) |
|                   | CS Portul Constanța   | – | Steaua București      | 0:3        |
|                   | Metalurgistul Cugir   | – | Gloria Bistrița       | 1:0        |
|                   | Unirea Dej            | – | FC Brașov             | 1:0        |
|                   | Drobeta-Turnu Severin | – | Universitatea Cluj    | 0:1        |
|                   | Politehnica Iași      | – | Oțelul Galați         | 0:1        |
|                   | Minerul Mătăsari      | – | Petrolul Ploiești     | 0:2        |
|                   | FC Dacia Pitești      | – | Dinamo București      | 1:3        |
|                   | Oțelul Târgoviște     | – | Inter Sibiu           | 1:0        |
|                   | ASA Tîrgu Mureș       | – | Rapid București       | 1:2        |
|                   | Petrolul Țicleni      | – | Farul                 | 1:2        |
|                   | Poli Timișoara        | – | FCU Craiova           | 2:3        |

## Optimi
| Data           | Oraș       | Echipă gazdă          |   | Echipă oaspete      | Rezultat   |
| -------------- | ---------- | --------------------- | - | ------------------- | ---------- |
| 15 martie 1995 | Alba Iulia | F.C. Baia Mare        | – | Rocar               | 5:0        |
|                | Brașov     | Universitatea Cluj    | – | Farul               | 1:0        |
|                | București  | Rapid București       | – | Steaua București    | 4:1        |
|                | Buzău      | FC Național           | – | Oțelul Galați       | 1:0 (d.p.) |
|                | Deva       | UTA Arad              | – | Metalurgistul Cugir | 2:0        |
|                | Mediaș     | Electroputere Craiova | – | Unirea Dej          | 3:1        |
|                | Moreni     | Petrolul Ploiești     | – | Oțelul Târgoviște   | 2:0        |
|                | Pitești    | FCU Craiova           | – | Dinamo București    | 3:1        |

## Sferturi
| Data            | Oraș      | Echipă gazdă       |   | Echipă oaspete        | Rezultat |
| --------------- | --------- | ------------------ | - | --------------------- | -------- |
| 12 aprilie 1995 | Brașov    | Universitatea Cluj | – | FC Național           | 3:0      |
|                 | București | Rapid București    | – | F.C. Baia Mare        | 4:1      |
|                 | Craiova   | FCU Craiova        | – | Electroputere Craiova | 6:1      |
|                 | Târgu Jiu | Petrolul Ploiești  | – | UTA Arad              | 2:1      |

## Semifinale
Turul s-a jucat pe 10 mai 1995, iar retturul pe 24 mai 1995.
| Gazdă              | Scor | Oaspete           | Tur | Retur |
| ------------------ | ---- | ----------------- | --- | ----- |
| Universitatea Cluj | 0:3  | Petrolul Ploiești | 0:0 | 0:3   |
| Rapid București    | 3:0  | FCU Craiova       | 2:0 | 1:0   |

## Finala
| 21 iunie 1995 19:00 | Petrolul Ploiești          | 1 – 1 (5-3 pen.) | Rapid București    | Stadionul Național, București Spectatori: 30.000 Arbitru: Ion Crăciunescu (Râmnicu-Vâlcea) |
| 21 iunie 1995 19:00 | 82' Ioan Claudiu Andreicuț |                  | Iulian Chiriță 87' | Stadionul Național, București Spectatori: 30.000 Arbitru: Ion Crăciunescu (Râmnicu-Vâlcea) |

| PETROLUL PLOIEȘTI: |                        |     |
|                    |                        |     |
| P                  | Ștefan Preda           |     |
| F                  | Daniel Chiriță         | 41' |
| F                  | Octavian Grigore       |     |
| F                  | Valeriu Răchită        |     |
| F                  | Gheorghe Bălăceanu     |     |
| F                  | Gheorghe Leahu         |     |
| M                  | Marian Grama           |     |
| M                  | Mihai Pârlog           |     |
| M                  | Marcel Abăluță         |     |
| M                  | Cristian Zmoleanu      |     |
| A                  | Daniel Zafiris         | 67' |
| Înlocuiri:         |                        |     |
| M                  | Eugen Baștină          | 41' |
| A                  | Ioan Claudiu Andreicuț | 67' |
| Antrenor:          |                        |     |
| Ion Marin          |                        |     |

| RAPID BUCUREȘTI: |                        |     |
|                  |                        |     |
| P                | Leontin Toader         |     |
| F                | Adrian Matei           |     |
| F                | Romulus Bealcu         |     |
| F                | Georgică Vameșu        | 77' |
| M                | Iulius Cezar Zamfir    |     |
| M                | Tiberiu Curt           |     |
| M                | Ionel Chebac           | 58' |
| M                | Dănuț Lupu             |     |
| M                | Florin Constantinovici |     |
| A                | Ion Vlădoiu            |     |
| A                | Iulian Chiriță         |     |
| Înlocuiri:       |                        |     |
| M                | Dorel Mutică           | 58' |
| F                | Florin Frunză          | 77' |
| Antrenor:        |                        |     |
| Sorin Cârțu      |                        |     |

Detalii penaltiuri:
- FC Petrolul Ploiești: au marcat Zmoleanu, O.Grigore, Grama, Andreicuț și Răchită.
- Rapid București: au marcat Lupu, I.Chiriță și Vlădoiu, șutul lui Fl. Frunză a fost respins.